# 3GPP
El 3GPP (3rd Generation Partnership Project: Proyecto Asociación de Tercera Generación) es una colaboración de grupos de asociaciones de telecomunicaciones, conocidos como miembros organizativos.
El objetivo inicial del 3GPP era asentar las especificaciones de un sistema global de comunicaciones de tercera generación 3G para teléfonos móviles basándose en las especificaciones del sistema evolucionado GSM (Global System for Mobile Communications: sistema global de telecomunicaciones móviles) dentro del marco del proyecto internacional de telecomunicaciones móviles 2000 de la ITU (Unión Internacional de Telecomunicaciones). Más tarde el objetivo se amplió incluyendo el desarrollo y mantenimiento de:
- El GSM (Global System for Mobile Communication: sistema global de telecomunicaciones móviles) incluyendo las tecnologías de radioacceso evolucionadas del GSM (como por ejemplo, GPRS o EDGE).
- Un sistema de tercera generación evolucionado y más allá del sistema móvil basado en las redes de núcleo evolucionadas del 3GPP y las tecnologías de radioacceso apoyadas por los miembros del proyecto (cómo por ejemplo la tecnología UTRAN y sus modos FDD y TDD).
- Un IMS (Subsistema Multimedia IP) desarrollado en un acceso de manera independiente.

La estandarización 3GPP abarca radio, redes de núcleo y arquitectura de servicio. El proyecto 3GPP se estableció en diciembre de 1998 y no se tiene que confundir con el 3GPP2 (Proyecto Asociación de Tercera Generación 2), que tiene por objetivo la especificación de los estándares por otra tecnología 3G basada en el sistema IS95 (CDMA), y que es más conocido por el acrónimo CDMA2000.
El equipo de apoyo 3GPP ―también conocido como el Centro de Competencias Móviles― se encuentra situado en las oficinas del ETSI (European Telecommunications Standards Institute: Instituto de Estándares de Telecomunicaciones Europeas), en Sophia Antípolis (Francia).

## Miembros organizativos
Los seis miembros organizativos son de Asia, América y Europa. Su objetivo es determinar la política y estrategia del proyecto 3GPP junto con las siguientes tareas:
- Aprobación y mantenimiento de los objetivos del 3GPP.
- Descripción del proyecto.
- Tomar la decisión de crear o eliminar grupos técnicos de especificación así como aprobar y definir sus objetivos.
- Definir los requisitos a cumplir para formar parte de la familia 3GPP
- La distribución de la financiación.
- Actuar como órgano de representación.

Junto con los miembros de representación de los mercados hacen las siguientes tareas:
- El mantenimiento del tratado a firmar por los miembros del 3GPP.
- La aprobación de aplicaciones para los miembros del 3GPP
- Tomar la decisión y hoja de ruta hacia una posible disolución del proyecto 3GPP.

| Organización                                                  | Procedencia    | Responsable         | Web             |
| ------------------------------------------------------------- | -------------- | ------------------- | --------------- |
| The Association of Radio Industries and Businesses (ARIB)     | Japón          | Tatsuyoshi Nakamura | www.arib.or.jp  |
| The Alliance for Telecommunications Industry Solutions (ATIS) | Estados Unidos | Steve Barclay       | www.atis.org    |
| China Communications Standards Association (CCSA)             | China          | Shizhuo Zhao        | www.ccsa.org.cn |
| The European Telecommunications Standards Institute (ETSI)    | Europa         | Susanna Kooistra    | www.etsi.org    |
| Telecommunications Technology Association (TTA)               | Corea del Sur  | Hyoung Jin Choi     | www.tta.or.kr   |
| Telecommunication Technology Committee (TTC)                  | Japón          | Takeshi Sugiyama    | www.ttc.or.jp   |

## Miembros de representación de los mercados
Los miembros organizativos tienen la posibilidad de invitar a miembros representativos de los mercados, los cuales:
- Tienen la habilidad de ofrecer consejo al 3GPP así como aportar una visión de los requerimientos del mercado.
- Cuidan de todas las partes del proyecto 3GPP
- Han firmado el tratado de pertenencia al proyecto 3GPP.

En diciembre de 2011 los miembros de representación de los mercados eran:
| Organización                                   | Web                      |
| ---------------------------------------------- | ------------------------ |
| IMS Forum                                      | www.imsforum.org         |
| TD-Forum                                       | www.tdscdma-forum.org    |
| GSA                                            | www.gsacom.com           |
| GSM Association                                | www.gsmworld.com         |
| IPV6 Forum                                     | www.ipv6forum.com        |
| UMTS Forum                                     | www.umts-forum.org       |
| 4G Americas                                    | www.4gamericas.org       |
| TD SCDMA Industry Alliance                     | www.tdscdma-alliance.org |
| InfoCommunication Union                        | www.icu.org.ru           |
| Femto Forum                                    | www.femtoforum.org/femto |
| CDMA Development Group                         | www.cdg.org              |
| Cellular Operators Association of India (COAI) | www.coai.com             |
| NGMN Alliance                                  | www.ngmn.org             |

## Estándares
Los estándares del proyecto 3GPP se estructuran como versiones (releases).
| Versión    | Data    | Información |
| ---------- | ------- | --- |
| Fase 1     | 1992    | Características del sistema GSM |
| Fase 2     | 1995    | Características del sistema GSM, Códec EFR, |
| Versión 96 | 1997 Q1 | Características del sistema GSM, 14.4 kbit/s de ancho de banda para el usuario, |
| Versión 97 | 1998 Q1 | Características del sistema GSM, Aparición del GPRS |
| Versión 98 | 1999 Q1 | Características del sistema GSM, Aparición del AMR, EDGE i GPRS per PCS1900 |
| Versión 99 | 2000 Q1 | Aparición de la primera red de tercera generación UMTS, incorporando una interfaz de aire CDMA |
| Versión 4  | 2001 Q2 | Originalmente llamada Versión 2000 – añadía características como una Red de núcleo all-IP |
| Versión 5  | 2002 Q1 | Introdujo el IMS y el HSDPA |
| Versión 6  | 2004 Q4 | Operación integrada con Redes LAN Wireless LAN y añadía HSUPA, MBMS, mejoras al IMS como Push to Talk over Cellular (PoC) y GAN. |
| Versión 7  | 2007 Q4 | Esta versión se centró en rebajar la latencia, mejorar la calidad de servicio y el uso de aplicaciones en tiempo real como por ejemplo la VoIP (voz sobre IP). Esta versión también se centró en el desarrollo de la red HSPA+ (High Speed Packet Access Evolution), una mejora en el ancho de banda de los sistemas GSM EDGE llamada EDGE Evolution, el protocolo de alta velocidad SIM (subscriber identity module: módulo de identidad del suscriptor) y el protocolo de comunicación sin contacto (Near Field Communication que permitió a los operadores ofrecer servicios como por ejemplo el pago a través del móvil Mobile Payments). |
| Versión 8  | 2008 Q4 | Aparece la primera versión de red LTE así como la red All-IP (SAE). Aparecen también las nuevas interfaces de radio OFDMA, FDE i MIMO que no serán compatibles con las redes basadas en CDMA. Por último encontramos una primera especificación del Dual-Cell HSDPA. |
| Versión 9  | 2009 Q4 | Mejoras de la red SAE, aparición del WiMAX y compatibilidad entre redes LTE i UMTS. Se sigue con el desarrollo del Dual-Cell HSDPA con MIMO, y aparece el Dual-Cell HSUPA. |
| Versión 10 | 2011 Q1 | Aparece el LTE avanzado LTE-Advanced cumpliendo los requisitos del IMT Advanced 4G. Esta nueva especificación será compatible con el LTE desarrollado en la versión 8. Aparece la tecnología Multe-Cell HSDPA (4 portadoras). |
| Versión 11 | 2012 Q3 | Interconexión IP de servicios avanzado, interconexión en la capa de servicio entre operadores nacionales y proveedores de aplicaciones. |
| Versión 12 | 2015 Q1 | Mejoras en Micro celdas (Enhanced Small Cells): modulaciones de niveles superiores, conectividad dual, descubrimiento de celdas, auto configuración. Agregación de portadora (Carrier aggregation): 2 portadoras de subida, 3 portadoras de bajada, agregación de portadoras FDD/TDD. MIMO: modelado de canal en 3D, formación de haz en elevación (vertical), MIMO masivo. Nuevos servicios y mejoras: Coste y rango de MTC, comunicación D2D, mejoras en eMBMS. |
| Versión 13 | 2016 Q1 | LTE en banda no licenciada. Mejoras en LTE para comunicaciones máquina a máquina. Formación de Haz en elevación, MIMO en todas dimensiones. Posicionamiento en interiores (Indoor). LTE-Advanced Pro. |

Cada versión incorpora centenares de estándares individuales, cada uno de los cuales puede tener diferentes revisiones. La versión actual de los estándares 3GPP incorporan la última revisión de los estándares GSM.
Los documentos con los estándares y sus revisiones están disponibles de forma gratuita en la web del proyecto 3GPP. A pesar de que los estándares 3GPP pueden resultar desconcertantes por los no entrados en la materia son remarcablemente completos y detallados, y proporcionan una visión de como la industria de las telecomunicaciones móviles funciona. No se limitan a cubrir la parte que podríamos denominar de radio («interfaz aire») y la red de núcleo, sino que ofrecen información y llamadas codificadas a nivel de código fuente. Estos aspectos criptográficos (autentificación y confidencialidad) son también especificados en detalle por el proyecto 3GPP2.

## Grupos de especificación
Las diversas especificaciones del proyecto 3*GPP corren a cargo de diferentes Grupos Técnicos de Especificación (*GTE) formados por uno o más Grupos de trabajo (*GT).
A continuación enmendaremos cuatro de los más importantes:
- GERAN (red de radio-acceso GSM/EDGE): el GERAN es el responsable de la especificación radio de la tecnología GSM, incluyendo GPRS y EDGE. Se compone de tres grupos de trabajo.
- RAN (Red de radio-acceso): El grupo técnico RAN se el responsable de la especificación UTRAN y E-UTRAN. Se compone de 5 grupos de trabajo.
- SA (servicio y aspectos del sistema): El SA especifica los requerimientos de servicio y la arquitectura global de los sistemas 3GPP. También se la responsable de la coordinación del proyecto. Este grupo técnico también se compone de 5 grupos de trabajo.
- CT (Red de núcleo y terminales): El CT se el encargado de la especificación de la red de núcleo y las partes terminal del 3GPP. Esto incluye the core network - terminal layer 3 protocolos. Se compone de 4 grupos de trabajo.

La estructura 3GPP también incluye un grupo de coordinación del proyecto, el cual es el órgano supremo de decisión. Su misión incluye la gestión del calendario global del proyecto.

## Proceso de estandarización
El trabajo de estandarización del proyecto 3GPP se basa en la contribución. Las compañías (miembros individuales) participan a través de su asociación a uno de los Miembros Organizativos del proyecto 3GPP. En abril del 2011 el proyecto 3GPP estaba formado por más de 370 miembros individuales.
El trabajo de especificación se da a nivel de Grupos de Trabajo o de Grupos Técnicos de Especificación:
- Los grupos de trabajo del 3GPP se reúnen varias veces al año. Estos preparan y discuten posibles cambios en las especificaciones. Un cambio aceptado a nivel de grupo de trabajo es denominado un «acordado».
- Los Grupos Técnicos de Especificación se reúnen cuatrimestralmente. En estas reuniones se pueden aprobar los cambios propuestos por los Grupos de Trabajo. Algunas especificaciones son responsabilidad directa de los GTE, así que son estos quienes proponen y aprueban o no los cambios. Si un cambio es aprobado (ya sea proveniente de los GT o directamente de los GTE) es incorporado directamente a las especificaciones 3GPP.

El proyecto 3GPP sigue una metodología basada en tres fases, tal y cómo se define en la recomendación I.130 del ITU-T:
- Fase 1: Se definen los servicios requeridos desde el punto de vista del usuario
- Fase 2: Se define una arquitectura para dar solución a los servicios requeridos.
- Fase 3: Se define una implementación de la arquitectura especificando los protocolos en detalle.

Se podría considerar la existencia de una fase 4 del proceso que consistiría en analizar y comprobar el funcionamiento de la especificación.
Las especificaciones se agrupan en versiones. Una versión consiste en un conjunto consistente y completo de características y especificaciones.
El calendario es definido para cada versión especificando y dejando marcada una fecha para cada una de las fases así como una fecha final de lanzamiento. Una vez la fecha esta marcada solo se permiten correcciones esenciales, estando prohibido añadir o modificar funciones.

## Despliegue
Los sistemas 3GPP se encuentran desplegados por la mayoría del territorio donde el mercado GSM está establecido. Mayormente encontramos sistemas de Versión 6, pero desde 2010, con el mercado de teléfonos inteligentes creciendo de forma exponencial, el interés por los sistemas HSPA+ y LTE está impulsando a las compañías a adoptar sistemas Versión 7 y de más avanzados.
Desde 2005, los sistemas 3GPP están siendo desarrollados en los mismos mercados que los sistemas 3GPP2 de tecnología CDMA. Finalmente los estándares 3GPP2 desaparecerán dejando a los 3GPP como únicos estándares de tecnología móvil.